# Puelia schumanniana
Espèce
Puelia schumanniana Pilg. est une espèce de plantes monocotylédones de la famille des Poaceae, sous-famille des Puelioideae, présente en Afrique tropicale, endémique du Cameroun et du Gabon.

## Étymologie
L'épithète spécifique, schumanniana, rend hommage au botaniste allemand Karl Schumann (1851-1904).

## Distribution
Son habitat est celui de la forêt dense humide sempervirente, au Gabon et au Cameroun, où on la trouve dans la forêt atlantique du sud-ouest, également vers Nanga-Eboko.
Plusieurs spécimens ont été collectés en mai 1899 par Georg August Zenker à Bipindi, dans la Région du Sud. L'holotype a été détruit.

## Description
C'est une herbe vivace, rhizomateuse (aux rhizomes courts, pachyformes, noueux), aux tiges dressées de 50 à 150 cm de long.
Les feuilles présentent une gaine glabre, sans ligule, et un limbe allongé elliptique à l'apex acuminé, de 25 à 30 cm de long sur 60 à 90 mm de large, attaché à la gaine par un très court pseudo-pétiole. Ce limbe se caractérise par des nervures transversales distinctes.
L'inflorescence est une panicule terminale oblongue ou globuleuse, de 3 à 4 cm de long, portée par une tige distincte, sans feuilles.
Les épillets, solitaires, sessiles, de forme ovale, comprimés latéralement, de 15 à 17 mm de long, sont composés de 4 à 5 fleurons stériles à la base et d'un fleuron fertile, sans extension du rachillet. Ils se désarticulent à maturité sous chaque fleuron fertile. Ils sont sous-tendus par deux glumes similaires, herbacées, persistantes, plus courtes que l'épillet, la glume inférieure étant légèrement plus courte que la glume supérieure.
Les fleurons comptent 3 lodicules membraneux, 6 anthères dont les filament sont soudés en un tube, 3 stigmates papilleux surmontant un ovaire ombonné.
Le fruit est un caryopse au péricarpe adhérent.